# Mudersbach
Mudersbach è un comune di 5 839 abitanti della Renania-Palatinato, in Germania.
Appartiene al circondario (Landkreis) di Altenkirchen (Westerwald) (targa AK) ed è parte della comunità amministrativa (Verbandsgemeinde) di Kirchen (Sieg).